# بيلي كيد (متزلج جبال)
بيلي كيد (بالإنجليزية: Billy Kidd)‏ هو متزلج جبال أمريكي، ولد في 13 أبريل 1943 في برلينغتون في الولايات المتحدة.

## وصلات خارجية
- بيلي كيد على موقع الاتحاد الدولي للتزلج (التزلج على المنحدرات الثلجية) (الإنجليزية)
- بيلي كيد على موقع أوليمبيديا (الإنجليزية)
- بيلي كيد على موقع قاعة فيرمونت للمشاهير الرياضية (الإنجليزية)